# 潘杜阿
潘杜阿是印度西孟加拉邦胡格利縣的人口普查鎮。2001年人口27126。

## 人口
该地2001年总人口27126人，其中男性13720人，女性13406人；0—6岁人口3121人，其中男1622人，女1499人；识字率67.08%，其中男性为71.57%，女性为62.49%。